# Källunda
Källunda är en bebyggelse i Skepparslövs distrikt i  Kristianstads kommun i Skåne län, belägen mellan Önnestad och Skepparslöv. Bebyggelsen klassades som småort mellan 2000 och 2005, samt åter från 2010 till 2020. Vid avgränsningen 2020 klassades bebyggelsen som en del av Skepparslöv, som i och med detta klassades som tätort.

## Befolkningsutveckling
| Befolkningsutvecklingen i Källunda 2000–2015                                                          | Befolkningsutvecklingen i Källunda 2000–2015 | Befolkningsutvecklingen i Källunda 2000–2015 | Befolkningsutvecklingen i Källunda 2000–2015 | Befolkningsutvecklingen i Källunda 2000–2015 |
| --- | -------------------------------------------- | -------------------------------------------- | -------------------------------------------- | -------------------------------------------- |
| |                                              |                                              |                                              |                                              |
| År |                                              |                                              | Folkmängd                                    | Areal (ha)                                   |
| 2000                                                                                                  | 2000                                         |                                              | 51                                           | 5#                                           |
| 2010                                                                                                  | 2010                                         |                                              | 51                                           | 6#                                           |
| 2015                                                                                                  | 2015                                         |                                              | 56                                           | 18#                                          |
| Anm.: Ny småort 2000, upphörde som småort 2005, åter småort 2010 (under ny småortskod). # Som småort. |                                              |                                              |                                              |                                              |